# Словник грецької та римської географії
Словник грецької та римської географії (англ. Dictionary of Greek and Roman Geography) — енциклопедичний словник (газетир), що вперше був опублікований в 1854 році. Це останній в серії класичних словників, створених під редакцією англійського вченого Вільяма Сміта (1813—1893), яка включала також «Словник грецьких і римських старожитностей» й «Словник грецької та римської біографії та міфології». Згідно із заявою Сміта у Передмові, «Словник географії … створений, у першу чергу, щоб проілюструвати грецьких і римських письменників, дозволивши старанним студентам читати їх найбільш плідним способом». Книга відповідає своєму описові: в двох масивних томах словника надано детальний опис усіх важливих країн, регіонів, міст, географічних об'єктів, що зустрічаються в грецькій та римській літературах, не забуваючи тих з них, які згадані тільки в Біблії. Словник був перевиданий в останній раз в 2005 році.

## Факсимільне видання
- в Google Books:
  - Dictionary of Greek and Roman Geography, Vol. I: Abacaenum — Hytanis
  - Dictionary of Greek and Roman Geography, Vol. II part 1: Iabadius — Rodumna